# Herbert J. Kaufmann
Herbert Josef Kaufmann (* 10. Juni 1924 in Frankfurt am Main; † 15. April 2010 in Berlin) war ein deutscher Radiologe.

## Leben
Im Alter von vier Jahren übersiedelte Kaufmann mit seiner Familie nach Basel. In Basel und Genf absolvierte er seine Studien- und Assistentenzeit in den Bereichen Innere Medizin, Anatomie und Kinderchirurgie. 1951 wurde er mit einer Arbeit über Das Coecum mobile im Kindesalter promoviert. Von 1952 bis 1955 und in den Jahren 1960/61 war Kaufmann in Boston tätig. Im Jahr 1963 habilitierte er sich mit einer Arbeit zum Thema Röntgenbefunde am kindlichen Becken bei angeborenen Skelettaffektionen und chromosomalen Aberrationen. Von 1965 bis 1971 leitete er die Röntgenabteilung der Universitätskinderklinik in Basel, wo er 1970 zum außerplanmäßigen Professor ernannt wurde.
1971 ging Herbert J. Kaufmann als Chefradiologe an das Childrens Hospital of Philadelphia, 1977 nahm er eine Gastprofessur in Paris an. 1979 wurde er als Professor an die Freie Universität Berlin berufen, wo er bis zu seiner Emeritierung im Jahr 1992 die Abteilung für Pädiatrische Radiologie an der Universitätskinderklinik des Kaiserin-Auguste-Viktoria-Hauses am Rudolf-Virchow-Krankenhaus leitete.
Kaufmann gehörte zu den Gründungsmitgliedern der European Society of Paediatric Radiology (ESPR), deren Präsident er in den Jahren 1966/67 war, sowie der Gesellschaft für Pädiatrische Radiologie (GPR).

## Veröffentlichungen (Auswahl)
- The first 30 years of the ESPR : the history of pediatric radiology in Europe. Berlin etc. 1993, ISBN 3-540-56541-8
- Neue bildgebende Verfahren in der Pädiatrie. München etc. 1990, ISBN 3-88603-357-0
- Kontrastmittel in der Kinderradiologie. Basel etc. 1986, ISBN 3-8055-4439-1
- Röntgenbefunde am kindlichen Becken bei angeborenen Skelettaffektionen und chromosomalen Aberrationen. Stuttgart 1964